# Charles Lloyd (aviron)
Pour les articles homonymes, voir Charles Lloyd (homonymie) et Lloyd.
Charles Brian Murray Lloyd , né le 11 mars 1927 et mort le 19 juillet 1995, est un rameur d'aviron britannique.

## Carrière
Charles Loyd participe aux Jeux olympiques de 1948 à Londres et remporte la médaille d'argent en huit, avec Guy Richardson, Michael Lapage, Ernest Bircher, Paul Massey, John Meyrick, Alfred Mellows, Jack Dearlove et Christopher Barton.